# Josef Mitscha von Märheim
Josef Mitscha von Märheim (14. ledna 1828, Jaroměřice nad Rokytnou jako Josef Mitscha-Märheim – 22. srpna 1907, Mistelbach an der Zaya) byl rakouský právník, bankéř a politik.

## Biografie
Josef Mitscha-Märheim se narodil v roce 1828 v Jaroměřicích nad Rokytnou, patřil pravděpodobně k potomstvu hudebního skladatele Františka Antonína Míči. Vystudoval na Vídeňské univerzitě a v roce 1857 získal doktorát práv. Od roku 1864 působil jako soudní a justiční rada. Během své kariéry získal značný vliv v bankovnictví. Mimo jiné byl členem představenstva různých bank, předsedou představenstva Rakouské severozápadní dráhy a členem představenstva Gartenbaugesellschaft. Zvláštní zásluhy získal v souvislosti se zavedením systému Raiffeisenkassen. V roce 1872 byl povýšen do rytířského stavu a od té doby směl používat titul Ritter von Märheim (rytíř z Märheimu). V témže roce koupil panství Ebendorf, kde dal založit ovocný sad a park. V letech 1878 až 1896 působil jako poslanec dolnorakouského zemského sněmu, kde zastupoval velké pozemkové vlastníky.
Josef Mitscha von Märheim zemřel dne 22. srpna 1907 v Mistelbachu a byl pohřben na hřbitově v Hietzingu.